# Pierre Jeanjean
Pour les articles homonymes, voir Jeanjean.
Pierre Jeanjean, né le 3 février 1924 à Port-Vendres (Pyrénées-Orientales) et mort le 19 novembre 1998 à Mérignac, est un joueur de rugby à XV français.
Il a joué avec l'équipe de France et évoluait au poste d'ailier ou centre. 
Médecin militaire, il finit sa carrière avec le grade de général dans l'armée de l'air.

## Carrière de joueur

### En club
- Perpignan
- Bordeaux Étudiant Club
- 1947-1948 : RC Toulon
- Racing Club de France

### En équipe nationale
Il a disputé son unique match avec l'équipe de France le 1er janvier 1948 contre l'équipe d'Irlande.

## Palmarès

### En club
Pierre Jeanjean a participé à deux finales :
- Finaliste du Championnat de France de rugby à XV 1947-1948 avec le RC Toulon ;
- Finaliste du Championnat de France de rugby à XV 1949-50 avec le Racing Club de France.

### En équipe nationale
- 1 sélection en équipe de France en 1948
- Tournois des Cinq Nations disputé : 1948